# Кручени (Арад)
Кручени (рум. Cruceni) насеље је у Румунији у округу Арад у општини Шагу. Oпштина се налази на надморској висини од 141 m.

## Историја
Аустријски царски ревизор Ерлер је 1774. године констатовао да место "Креуцстатен" припада Сентмиклошком округу, Липовског дистрикта. Становништво је било немачко.

## Становништво
Према подацима из 2002. године у насељу је живело 621 становника.

### Попис2002.
| Расподела становништва по националности 2002.‍ | Расподела становништва по националности 2002.‍ | Расподела становништва по националности 2002.‍ | Расподела становништва по националности 2002.‍ | Расподела становништва по националности 2002.‍ |
| --------------------------------------------- | --------------------------------------------- | --------------------------------------------- | --------------------------------------------- | --------------------------------------------- |
|                                               |                                               |                                               |                                               |                                               |
| Румуни                                        | Румуни                                        |                                               | 597                                           | 97,1%                                         |
| Мађари                                        | Мађари                                        |                                               | 9                                             | 1,5%                                          |
| Словаци                                       | Словаци                                       |                                               | 9                                             | 1,5%                                          |